# Rue Charles-Biennier
La rue Charles-Biennier est une rue du quartier d'Ainay située sur la presqu'île dans le 2e arrondissement de Lyon, en France.

## Situation et accès
La rue débute rue de la Charité en face de la rue François-Dauphin et se termine quai du Docteur-Gailleton avec une circulation dans le sens de la numérotation à double-sens cyclable avec un stationnement des deux côtés.

## Origine du nom
Charles Biennier (1864-1936) est conseiller municipal de 1908 à 1935 et adjoint à la mairie du 2e arrondissement sous le mandat d'Édouard Herriot,.

## Histoire
En 1921, le conseil général d'administration des hospices civils de Lyon puis le conseil municipal de Lyon décident de la destruction de l'hôpital de la Charité de Lyon. En 1933, le conseil décide de construire un hôtel des Postes sur le terrain de l'hôpital de la Charité. La démolition de l'hôpital commence en août 1934 jusqu'en avril 1936. 
La rue naît donc de la destruction de l'hospice. Elle est dédiée à Charles Biennier le 7 mars 1938, par délibération municipale,.